# قوشک تپه ۱ ولی‌آباد
قوشک تپه ۱ ولی آباد مربوط به دوران پیش از تاریخ ایران باستان - است و در شهرستان اسدآباد، بخش مرکزی، روستای ولی آباد واقع شده و این اثر در تاریخ ۱۰ بهمن ۱۳۸۳ با شمارهٔ ثبت ۱۱۳۶۲ به‌عنوان یکی از آثار ملی ایران به ثبت رسیده است.